# Brown Cyclecar Company
Brown Cyclecar Company war ein US-amerikanischer Hersteller von Automobilen.

## Unternehmensgeschichte
Das Unternehmen hatte seinen Sitz in Asbury Park in New Jersey. Es stellte 1914 einige Automobile her, die als Brown vermarktet wurden. Noch 1914 folgte der Bankrott.
Es gab keine Verbindung zur Brown Carriage Company, die den gleichen Markennamen verwendete.

## Fahrzeuge
Ein Modell wird als Cyclecar bezeichnet, obwohl es die Kriterien nicht erfüllt. Der Zweizylindermotor wurde von der Spacke Machine & Tool Company bezogen. Er hatte 88,9 mm Bohrung, 92,3 mm Hub, 1157 cm³ Hubraum und 10 PS Leistung. Er trieb über Riemen die Hinterräder an. Das Fahrgestell hatte 244 cm Radstand und 112 cm Spurweite. Das Leergewicht war mit 272 kg angegeben. Der offene Roadster bot Platz für zwei Personen nebeneinander.
Daneben gab es den Monmouth. Er hatte einen Vierzylindermotor mit den gleichen Maßen, woraus sich 2314 cm³ Hubraum und 20 PS ergaben. Die Motorleistung wurde über eine Kardanwelle an die Hinterachse übertragen. Das Fahrzeug war mit 254 cm Radstand und 132 cm Spurweite etwas länger und breiter. Die zweisitzige Karosserie wurde Raceabout genannt.